# Sledgehammer (canção de Rihanna)
"Sledgehammer" é uma canção da cantora barbadense Rihanna, gravada para a banda sonora do filme de 2016 Star Trek Beyond. Foi composta pela Rihanna em colaboração com a Sia Furler e o produtor Jesse Shatkin. O seu lançamento ocorreu a 27 de junho de 2016, através da Westbury Road Entertainment e Interscope Records, servindo como promoção à banda sonora do projeto cinematográfico.

## Faixas e formatos
| Descarga digital |                |         |  |
| N.º              | Título         | Duração |  |
| 1.               | "Sledgehammer" | 3:31    |  |

## Desempenho nas tabelas musicais

### Posições
| Tabela musical (2016)               | Melhor posição |
| ----------------------------------- | -------------- |
| França - Top Singles Téléchargés    | 60             |
| Nova Zelândia - Heatseekers Singles | 8              |
| Reino Unido - UK Singles Chart      | 93             |